# شیزوکا ایشیکاوا
شیزوکا ایشیکاوا (انگلیسی: Shizuka Ishikawa؛ زادهٔ ۲۹ مارس ۱۹۷۱) صداپیشگی در ژاپن اهل ژاپن است.